# Rathaus Annaburg

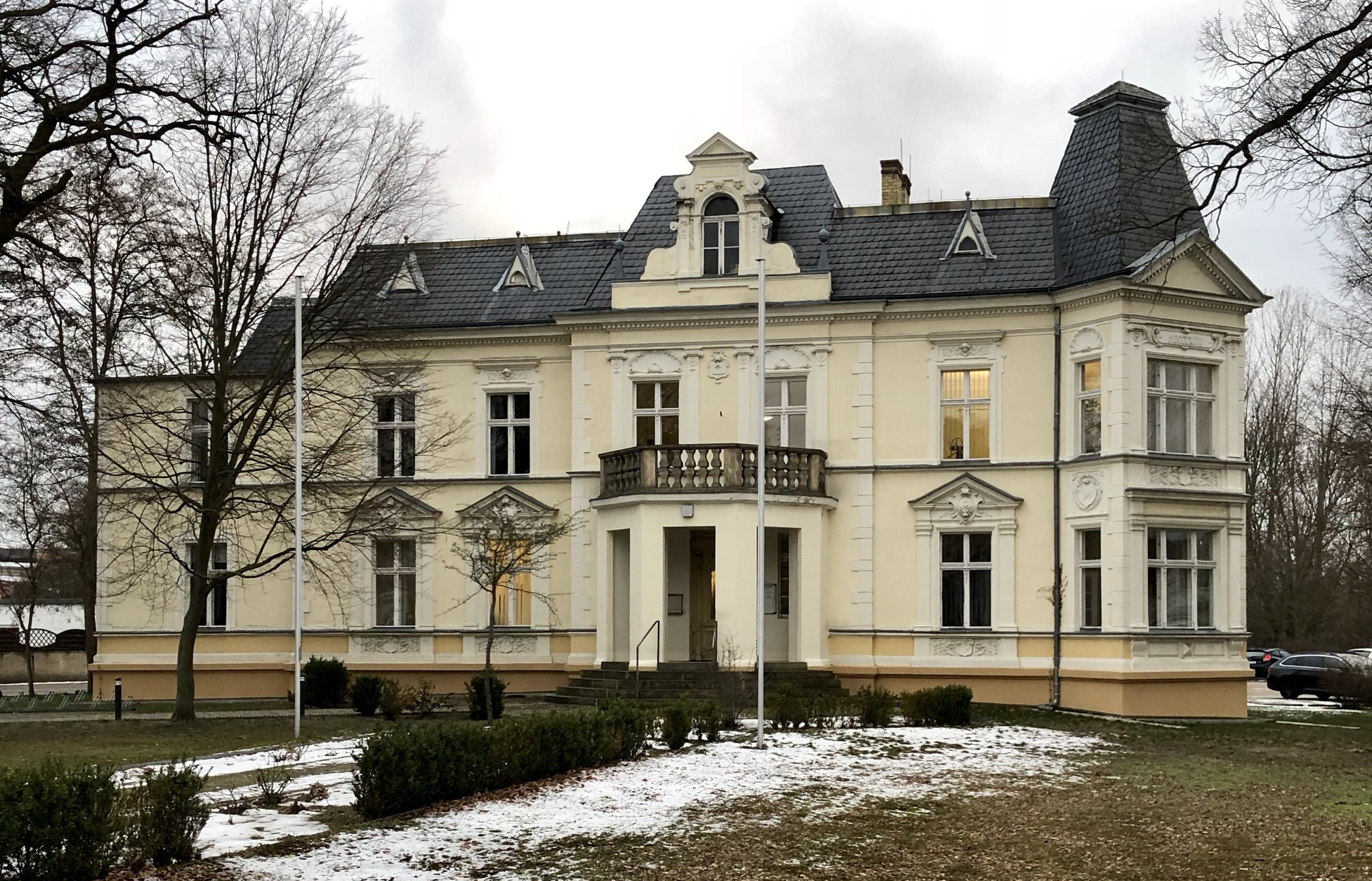
Rathaus Annaburg

Das Rathaus Annaburg ist das denkmalgeschützte Rathaus der Stadt Annaburg in Sachsen-Anhalt.

## Lage
Es befindet sich auf der nordwestlichen Seite der Torgauer Straße im westlichen Teil Annaburgs an der Adresse Torgauer Straße 52.

## Architektur und Geschichte
Das Gebäude entstand im Jahr 1896 als repräsentative Villa des Steingutfabrikanten Adolf Heckmann. Die Fassade des zweigeschossigen Baus ist aufwendig im Stil der Neorenaissance gestaltet. Dem Haus vorgelagert ist ein großzügig bemessener Vorgarten mit einer entsprechenden Einfriedung. 
Es bestand in der Vergangenheit abweichend von der heutigen Adressierung die Adresse Torgauer Straße 38. 
Im örtlichen Denkmalverzeichnis ist die Villa unter der Erfassungsnummer 094 35221 als Baudenkmal verzeichnet.